# Coronado (Kalifornia)
Coronado – miasto w Stanach Zjednoczonych, w stanie Kalifornia, w hrabstwie San Diego. Według spisu ludności przeprowadzonego przez United States Census Bureau w roku 2010, w Coronado mieszka 24 697 mieszkańców. Nazywane również The Crown City (Miasto Korony).